# Dairago
Dairago ist eine Gemeinde mit 6380 Einwohnern (Stand 31. Dezember 2023) in der Metropolitanstadt Mailand, Region Lombardei. 
Die Nachbarorte von Dairago sind Busto Arsizio (VA), Legnano, Magnago, Villa Cortese, Buscate, Busto Garolfo und Arconate.

## Bevölkerungsentwicklung
Dairago zählt 1822 Privathaushalte. Zwischen 1991 und 2001 stieg die Einwohnerzahl von 4337 auf 4580. Dies entspricht einem prozentualen Zuwachs von 5,6 %.

## Persönlichkeiten
- Cesare Orsenigo war 1896/1897 Kaplan in Dairago.